# Owen Hart
Owen James Hart (Calgary, 7 maggio 1965 – Kansas City, 23 maggio 1999) è stato un wrestler canadese con cittadinanza statunitense.
Owen Hart ha lottato per gran parte della sua carriera nella World Wrestling Federation, utilizzando come ring name il suo vero nome; poco prima della morte interpretò anche la gimmick di The Blue Blazer, un supereroe fallito in costume.

## Biografia
Canadese a tutti gli effetti, Owen Hart possedeva anche la cittadinanza statunitense, poiché la madre era nata a New York City (New York). Membro della Famiglia Hart, era il più giovane dei 12 figli del WWE Hall of Famer Stu Hart. Con il fratello Bret, portò avanti una lunga faida nei primi anni novanta, culminata con un Steel Cage match a SummerSlam 1994.

## Carriera

### Gli inizi (1983-1988)
Hart ha cominciato a fare esperienza nella divisione amatoriale wrestling al liceo, anche se inizialmente il wrestling non era la sua prima scelta. Come ha spiegato la moglie Martha nel suo libro Broken Harts, Owen ha tentato numerose volte di trovare una vita proficua al di fuori del wrestling, ma poiché tali tentativi non hanno avuto successo, Hart è stato addestrato dal padre Stu e in seguito ha lavorato nella federazione gestita proprio dal padre, la Stampede Wrestling e in Inghilterra. Rimase nella Stampede per due anni, per affinare le sue abilità e nel 1986, insieme a Ben Bassarab ha vinto il titolo di coppia (Stampede Wrestling International Tag Team Championship). Il successo del team gli valsero il Rookie of the Year Award nel 1987. Dopo aver perso il titolo ha avuto un feud con Johnny Smith e Dynamite Kid.
Nel 1987, Hart si è trasferito in Giappone, dove ha lottato per la New Japan Pro-Wrestling. Qui, lottò come Keiichi Yamada, un wrestler mascherato e poi sotto la gimmick di "Jushin Liger". Il 27 maggio del 1988, Hart ha sconfitto Hiroshi Hase per l'IWGP Junior Heavyweight Championship, diventando il primo wrestler non giapponese a vincere il titolo. Il suo regno sarebbe finito quasi un mese più tardi, dopo la sconfitta contro Shiro Koshinaka, il 24 giugno 1988.

### World Wrestling Federation (1988-1989)
Il successo di Hart in Giappone e la collaborazione tra la Stampede e la World Wrestling Federation ha portato Owen a firmare con la società di Stamford nell'autunno del 1988. Ha debuttato al Los Angeles, nella Los Angeles Sports Arena nell'agosto del 1988 mascherato, con la gimmick di Blue Blazer. Invece di promuovere Owen come il fratello minore di Bret Hart, la WWF ha deciso di creare un supereroe mascherato. Blue Blazer è stato eliminato alle Survivor Series 1988, ha perso l'11 marzo contro "Million Dollar Man" Ted DiBiase e fu sconfitto da Mr. Perfect a WrestleMania V.

### Ritorno nel circuito indipendente (1989-1991)
Poco dopo WrestleMania V, Hart ha lasciato la WWF per girare il mondo dove ha combattuto sia come Owen Hart che come Blue Blazer. Torna anche a Stampede, fino al dicembre 1989. Nel 1991, Hart ha perso un match "mask vs. mask" contro il wrestler messicano El Canek, e come da regolamento al termine dell'incontro è stato smacherato, dovendo quindi dire addio alla gimmick di Blue Blazer.

### Ritorno in WWF (1991-1999)

#### The New Foundation (1991-1992)
Dopo alcuni match nella World Championship Wrestling, e alcuni colloqui per un ingaggio a tempo pieno conclusi con un nulla di fatto, anche perché Hart non era disposto a trasferirsi con la famiglia ad Atlanta tornò in WWF.
In WWF, la nota stable denominata Hart Foundation composta da suo fratello Bret e dal cognato Jim Neidhart (marito della sorella Ellie), si era da poco divisa, infatti Bret iniziò una carriera da singolo, mentre Neidhart veniva utilizzato poco. Dopo che Neidhart tornò da un infortunio (storyline), insieme a Owen ha fondato una nuova stable, la "New Foundation".
Il primo feud fu con la Beverly Brothers, formata da Mike Enos e Wayne Bloom. Hanno poi avuto il loro unico match in pay-per-view alla Royal Rumble 1992 dove hanno battuto L'Orient Express (formata da Pat Tanaka e Akio Sato).
Poco tempo dopo, Neidhart lasciò la WWF e Owen combatté come single, tra cui un match a WrestleMania VIII contro Skinner. Successivamente ha composto un team con Koko B. Ware noto come High Energy. Ma anche questo duo ebbe vita breve, infatti dopo l'unico pay-per-view disputato, a Survivor Series, dove hanno perso contro gli Headshrinkers, la collaborazione tra i due è stata silenziosamente abbandonato all'inizio del 1993 con Owen che inizierà una carriera da singolo.

#### Faida con Bret Hart (1993-1995)

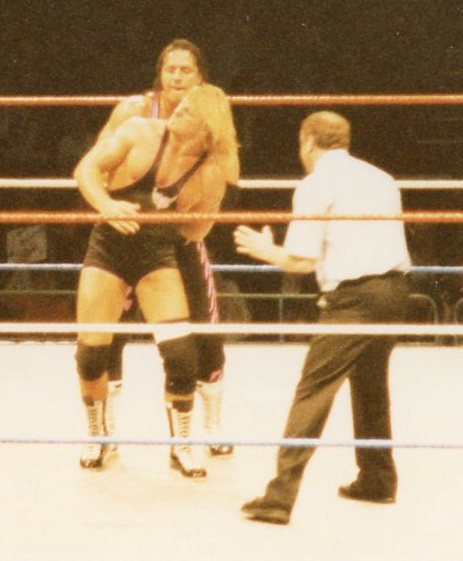
Bret e Owen Hart uno contro l'altro

A metà del 1993, durante il feud di Bret Hart con Jerry "The King" Lawler, Owen si trovava a fianco del fratello e ha combattuto alcuni match contro Lawler.
Owen ha vinto il USWA Unified World Heavyweight Championship allora detenuto da Papa Shango. Durante il feud tra la WWF e la USWA in cui Hart partecipava come membro della WWF ha subito un infortunio al ginocchio nell'estate del 1993 ed è stato costretto a prendere un po' di tempo lontano dal ring.
Tornato sul ring nell'autunno del 1993, in un momento in cui il feud di Bret con Lawler è stato abbandonato temporaneamente, Bret insieme a Owen e i fratelli Bruce e Keith, affrontarono Lawler e il suo team alle Survivor Series 1993. Tuttavia, Lawler all'ultimo è stato sostituito con Shawn Michaels. Durante il match, Owen e Bret si scontrarono inavvertitamente, e questo causò l'eliminazione del minore dei fratelli Hart. Dopo il match, tra i due ci fu un acceso confronto con Keith, Bruce e il padre Stu tentavano di calmarli. Questo confronto Owen ha abbandonato il ring tra i fischi mentre i suoi fratelli e il padre guardavano sgomentil la scena con la madre Helen in lacrime a bordo ring. La notte seguente Owen ha adottato le calzamaglia rosa e nero, occhiali da sole e iniziò ad usare la Sharpshooter per provocare il fratello maggiore. Owen, arrabbiato, per aver sempre vissuto nella sua ombra, lo sfidò, ma Bret dichiarò che mai, per nessuna ragione al mondo sarebbe salito sul ring contro il fratello.

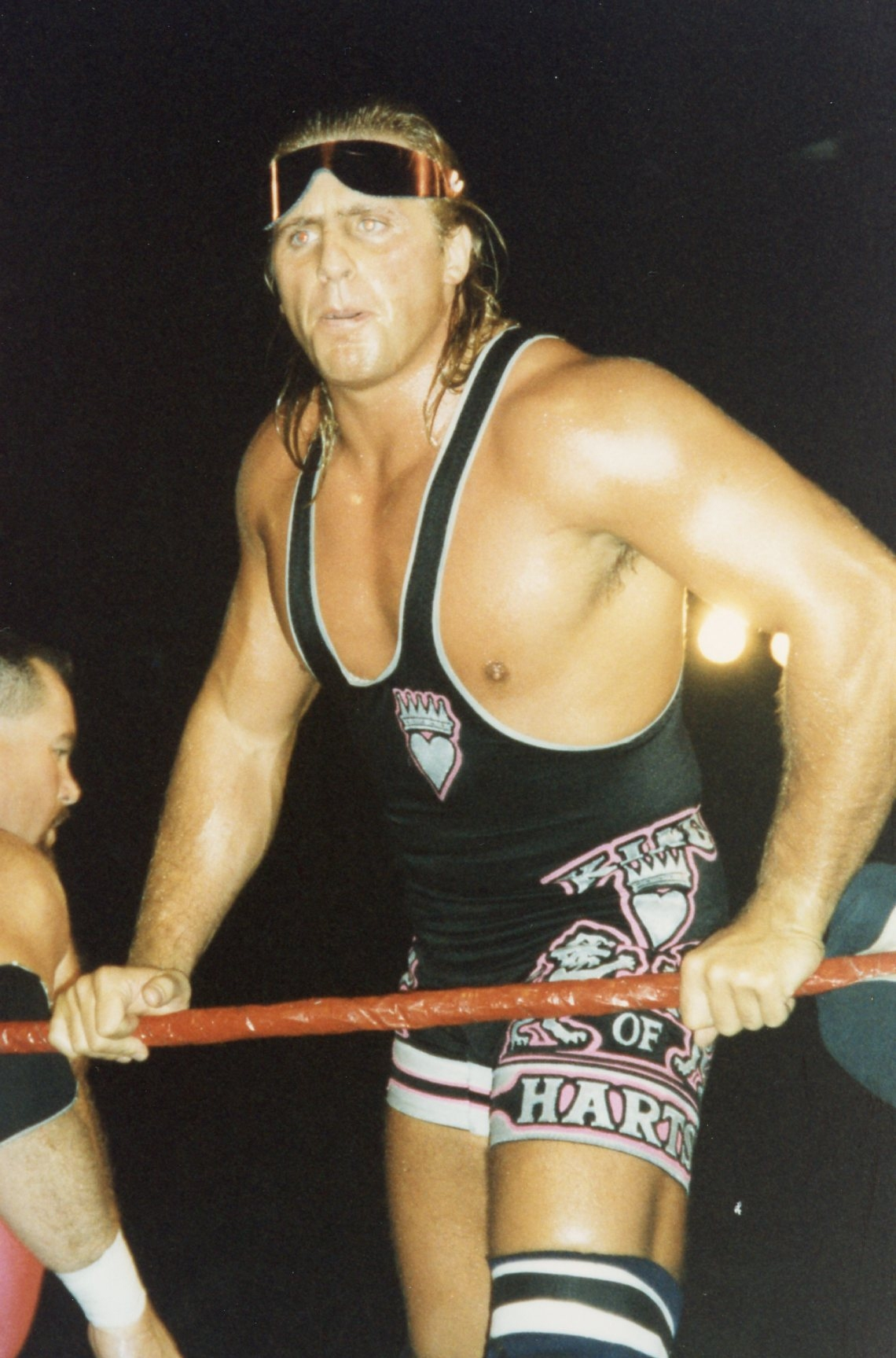
Owen Hart, King of the Ring 1994

Durante la successiva estate, i rapporti tra i due migliorarono e combatterono per un periodo in coppia. All'inizio tutto andava bene tra i fratelli, ma durante un match per il titolo di coppia, Bret infortunato al ginocchio (kayfabe), non riuscì a dare il cambio ad Owen causando la sconfitta. Quando l'arbitro fermò la partita a causa delle condizioni di Bret, Owen perse la testa, prese a calci il ginocchio infortunato di Bret e se ne andò. Owen, infuriato, accusò il fratello di essere un egoista e affermò di essersi sentito bene a prenderlo a calci. I due si fronteggiarono per la prima volta a WrestleMania X, dove fu Owen a trionfare. Successivamente, Bret vinse il titolo mondiale WWF contro Yokozuna, mentre Owen osservava colmo di rabbia e gelosia, Bret celebrato sul ring da tutta la famiglia Hart.
A King of the Ring 1994 Owen vinse il torneo, grazie all'aiuto di Jim Neidhart. Dopo la vittoria, Owen assunse il soprannome di "The King of Harts" (il re degli Hart).
Owen e Bret si affrontarono per tutta l'estate del 1994, scontrandosi più volte, sia in match singoli che di coppia (con Bret che affiancò il rientrante British Bulldog, nel frattempo anche lui entrato nella famiglia Hart, dopo il matrimonio con la sorella di Bret e Owen, Diana). Alle Survivor Series, durante un match per il titolo mondiale tra Bret e Bob Backlund, Owen convinse la madre a gettare l'asciugamano, facendogli quindi perdere il titolo. Owen ha anche impedito a Bret di riconquistare il titolo alla Royal Rumble 1995, quando ha interferito nel match tra Bret e il nuovo campione Diesel. Nelle settimane successive alla Rumble, Bret e Owen si scontrarono di nuovo con Bret sonoramente sconfitto, mettendo fine alla loro faida.
A WrestleMania XI, Owen ed un "misterioso partner", che poi si rivelò essere Yokozuna (ex rivale di Bret), affrontarono i Smoking Gunns (Bart e Billy Gunn) per il titolo di coppia, che riuscirono a vincere. Il samoano sostituì Jim Neidhart, designato inizialmente dalla federazione a vincere le cinture insieme ad Owen Hart, ma licenziato in seguito alla scarsa condizione fisica che questi presentava quando si esibiva sul ring.   Dopo la vittoria, The Rocket ingaggiò Jim Cornette e Mr. Fuji come manager (entrambi gestivano già Yokozuna). Il regno da campioni durò fino al 25 settembre dello stesso anno quando, a In Your House 3 persero le cinture contro Shawn Michaels e Diesel. Dopo la sconfitta Hart e Yokozuna continuarono a combattere in coppia fino a fine anno.

#### Team con British Bulldog (1996-1997)
Nel 1995, il cognato di Owen Davey Boy Smith (alias British Bulldog) turnò heel e si unì alla scuderia di Jim Cornette. Durante l'estate del 1996, i due cognati iniziarono a collaborare sempre di più, a volte insieme a Vader, anch'esso membro del team di Cornette.
Durante King of the Ring 1996 Owen era seduto al tavolo del commento (patteggiando spudoratamente per i suoi compagni Vader e British Bulldog), e durante questo periodo finse un infortunio all'avambraccio destro, e usava il gesso come arma sul ring.
Nel settembre 1996, British Bulldog e Hart vinsero il titolo di coppia a In Your House 10: Mind Games, contro gli Smoking Gunns. Tutto sembrava andare bene per i due, ma progressivamente si intravedevano frizioni nel duo. La più evidente fu durante la Royal Rumble 1996 quando Hart accidentalmente eliminò Bulldog. Altro motivo di contrasto fu il nuovo titolo introdotto dalla federazione, il WWF European Championship. Infatti entrambi gli atleti volevano a tutti i costi la corona. La finale del torneo per incoronare il primo campione fu combattuta proprio tra Owen e British Bulldog, e a trionfare fu quest'ultimo.
Dopo aver mantenuto il titolo di coppia contro gli Headbangers per squalifica il 24 marzo 1997, la tensione tra i due sfocia in una richiesta di Owen di una chance per il titolo europeo detenuto da Bulldog. Il match fu sancito per il 31 marzo. Durante il match all'improvviso arrivò Bret Hart e l'incontro si interruppe. Bret fece un appello sia Owen che a Bulldog, parlando dell'importanza della famiglia. Dopo il discorso i due hanno convenuto che era meglio mettere da parte le loro differenze e unirsi con Bret per formare la nuova Hart Foundation, una stabile anti-americana che comprendeva anche Jim Neidhart e l'amico di famiglia Brian Pillman.

#### The Hart Foundation (1997)

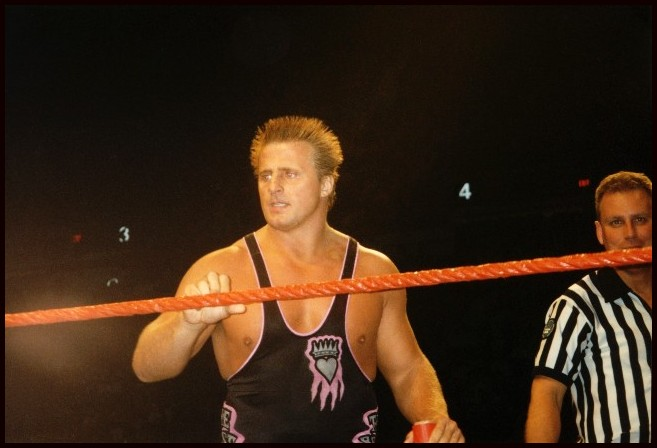
Owen Hart nel 1997

Dopo aver rifondato la Hart Foundation, Owen vinse il suo primo titolo WWF come singolo, infatti sconfisse Rocky Maivia e fu incoronato WWF Intercontinental Champion. Dopo questa vittoria, la Hart Foundation deteneva ogni titolo WWF, tranne il titolo mondiale, cementando la loro dominanza nella federazione. Poco tempo dopo lui e Bulldog persero il titolo di coppia in favore del team composto da Steve Austin e Shawn Michaels il 26 maggio 1997. Poco tempo dopo iniziò un feud con Austin.
Owen e Bulldog hanno avuto una seconda possibilità per riconquistare i titoli, dopo che Michaels era impossibilitato a combattere a causa di un infortunio. Il 14 luglio 1997, durante l'edizione di Monday Night Raw fu sancito un torneo e, i vincitori, avrebbero sfidato Austin e un partner a sua scelta per i titoli di coppia. Il partner si rivelò essere Dude Love e, i due, riuscirono a battere i due della Hart Foundation.
A SummerSlam, Hart ha difeso il titolo Intercontinentale contro Steve Austin in un "Kiss My Ass match". Secondo la stipulazione del match, in caso di sconfitta Austin avrebbe dovuto baciare le natiche dell'avversario. Durante il match, Hart fece un errore mentre eseguiva il piledriver, la sua mossa finale, infortunando Stone Cold al collo. Austin vinse, ma a causa dell'infortunio fu costretto a rendere vacante il titolo. Anche se l'intera situazione fu un incidente, la WWF inserì l'infortunio di Austin nelle storyline, infatti successivamente Owen indossò una t-shirt con scritto "Owen 03:16 / I Just Broke Your Neck".
Dopo che Steve Austin rese il titolo vacante, la WWF sancì un torneo a Badd Blood: In Your House per incoronare il nuovo campione intercontinentale. Hart arrivò in finale contro Faarooq, e vinse grazie all'inaspettato aiuto di Steve Austin. Quest'ultimo spiegò il gesto, dicendo che voleva essere lui a battere Owen e riconquistare il titolo. Hart mantenne il titolo due volte (entrambe per squalifica) a Bad Blood e alle Survivor Series, fino a quando il rientrante Austin ottennè la sua vendetta, sconfisse Owen e diventò il nuovo campione.
Più tardi quella notte, avvenne il famigerato Screwjob di Montréal (durante il match tra Bret e Shawn Michaels, l'arbitro Earl Hebner su ordine di Vince McMahon fece terminare il match per sottomissione senza che Bret avesse ceduto) e Bret, British Bullddog e Jim Neidhart lasciarono la federazione e passarono alla WCW. Anche Owen voleva lasciare la federazione, ma la dirigenza non gli concesse la rescissione del contratto. Owen rimase l'unico membro della famiglia Hart rimasto in WWF.

#### Black Hart e la Nation of Domination (1997-1998)
Dopo lo Screwjob di Montréal, Hart è sparito dalla programmazione WWF, fino a quando fece un'apparizione a sorpresa dopo il match tra Shawn Michaels e Ken Shamrock a D-Generation X: In Your House, dove ha attaccato Michaels. In seguito divenne noto come "The Lone Hart" e "The Hart Black".
Ha avuto un feud con la D-Generation X e sfidò Shawn Michaels per il WWF Championship nell'edizione di Raw del 29 dicembre 1997. Hart stava per vincere, però l'interferenza di Triple H ha dato si la vittoria ad Owen, ma per squalifica, quindi di conseguenza il titolo restò a HBK.
Vinse il WWF European Championship contro Triple H, ma dopo qualche settimana il Re dei Re riuscì a farsi concedere un match improvvisato e sfruttando l'infortunio di Hart (kayfabe) e le interferenze di Chyna riconquistò il titolo. Quattro settimane dopo WrestleMania, durante un tag team match con Ken Shamrock contro D'Lo Brown e Rocky Maivia (il futuro The Rock), Hart tradì Shamrock ed entrò nella stable di The Rock, la Nation of Domination, sostenendo che "il troppo è troppo, ed è tempo di cambiare".

#### Team con Jeff Jarrett e il ritorno di Blue Blazer (1998-1999)

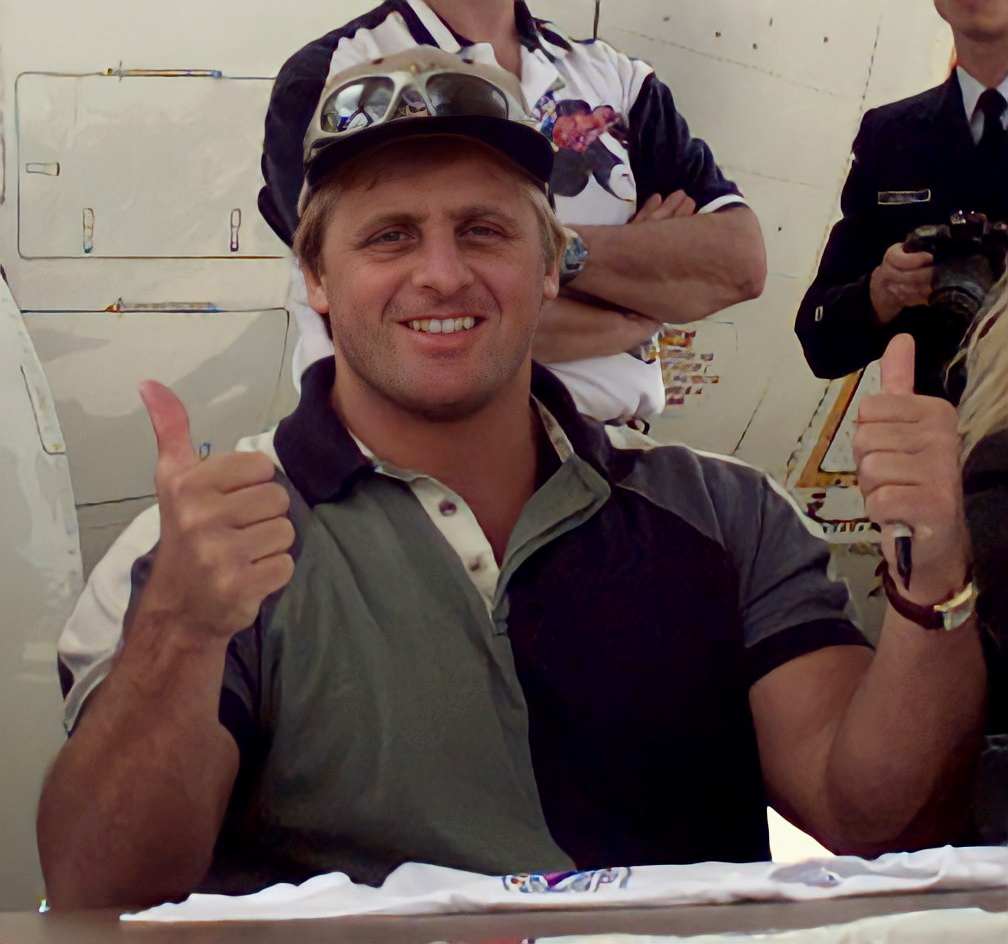
Owen Hart nel 1999

Hart rimase con la Nation of Domination durante tutto l'anno fino a quando la stable si sciolse. Dopo SummerSlam, iniziò a combattere al fianco di Jeff Jarrett, con Debra al loro angolo. Durante questo periodo è stata proposta una trama che Hart avrebbe dovuto avere una relazione on-screen con Debra, cosa che Owen non accettò di fare.
Dopo un match in cui Hart fu infortunato da Dan Severn, Hart lascia la WWF (keyfabe). Eppure, non appena Hart se ne va, Blue Blazer riappare nella federazione (anche se era chiaro a tutti chi ci fosse sotto la maschera). A differenza della prima apparizione del personaggio, Blue Blazer era ormai un prepotente, egoista e ipocrita. In seguito decisero di rendere la storyline comica, infatti per dimostrare che Hart non era Blazer, si presentò nel ring accanto a lui, che altri non era che Jarret mascherato. In un successivo tentativo di dimostrare che né Hart o Jarrett fossero il Blazer, entrambi apparvero accanto a un uomo con la maschera Blue Blazer; Tuttavia, era evidente che un uomo di colore era sotto la maschera (Koko B. Ware). Il 25 gennaio 1999, Blue Blazer e Jarrett sconfissero Ken Shamrock e Big Bossman per il titolo di coppia.

### Morte
Owen Hart morì il 23 maggio 1999, durante lo svolgimento del pay-per-view Over the Edge alla Kemper Arena di Kansas City (Missouri). Il suo personaggio, The Blue Blazer, stava assumendo le caratteristiche comiche di un supereroe fallito. L'idea per il suo ingresso era quella di farlo calare dal soffitto appeso ad una corda; a pochi palmi dal ring, Hart avrebbe fatto finta di incastrarsi con il meccanismo e sarebbe caduto faccia a terra in maniera goffa. Qualcosa però andò storto e il canadese precipitò da 24 metri di altezza, colpendo violentemente il turnbuckle con il petto schiantandosi sul ring.
Al termine di una presentazione registrata, le telecamere inquadrarono solo il pubblico, con l'annunciatore Jim Ross che spiegava con serietà come Hart si fosse fatto male per davvero. Portato di corsa all'ospedale, Hart vi arrivò già morto; l'autopsia attribuì il decesso ad una grave emorragia interna, causata dalla rottura dell'aorta toracica. Durante il pay-per-view Jim Ross annunciò la morte di Owen Hart con queste parole:
(Jim Ross)
Molte delle colpe dell'accaduto ricaddero direttamente sul chairman della World Wrestling Federation, Vince McMahon, reo di aver ideato l'entrata dal soffitto per imitare un pericoloso stunt che Sting aveva effettuato pochi mesi prima nella World Championship Wrestling. Tuttavia le cause dell'incidente non sono mai state chiarite: molti pensano che l'imbragatura utilizzata da Hart servisse per piccoli attrezzi e non fosse adatta agli esseri umani; inoltre il canadese non era assistito da alcuna corda di sicurezza, che avrebbe rallentato la fluidità dello stunt. La moglie di Hart è convinta che il marito, nel cercare di stare comodo con addosso l'imbragatura e la cappa, avesse involontariamente attivato il sistema di sgancio rapido. In un'intervista del 2005 Bret Hart ha affermato che se quella notte fosse stato presente alla Kemper Arena, avrebbe impedito al fratello di rischiare una manovra così pericolosa.
Sul web circolano alcuni video che colgono il momento in cui Jim Ross spiega agli spettatori a casa di come, nel corso del pay-per-view, Owen Hart avesse subìto un incidente gravissimo. I video che ritraggono la presunta caduta di Hart dalla sommità dell'arena sono invece fasulli, o rappresentano incidenti differenti, dal momento che nessuno riuscì a riprendere la caduta del wrestler canadese ad eccezione delle telecamere ufficiali per la registrazione dell'evento, ma tali video non sono mai stati resi pubblici.

### Raw is Owen
La sera dopo si svolse il classico appuntamento di Raw, nell'occasione live al Kiel Center di St.Louis; la puntata fu interamente dedicata alla memoria di Hart e fu intitolata Raw is Owen. Lo show iniziò con le telecamere che andarono a riprendere tutti i wrestler, i manager e gli arbitri mentre stavano fermi sulla rampa d'ingresso del ring; la famiglia McMahon era invece posta davanti alla rampa stessa. Successivamente, su richiesta di Howard Finkel vi fu un saluto in memoria di Owen Hart, composto da 10 rintocchi della campanella del ring. In segno di lutto, tutti i wrestler ed i membri dello staff tecnico della WWF portavano una fascia nera al braccio, con sopra incise le lettere "O" e "H". Lo show fu affidato alle parole dei wrestler e delle varie persone che lavorarono intorno ad Owen, nel corso della sua vita, che ricordarono i momenti migliori e quelli più brutti nella vita del canadese: tra di essi vi furono Jeff Jarrett, Test, Bradshaw, Edge, Hardcore Holly, Mick Foley, Mark Henry, Paul Bearer, Sean Waltman, Debra, Road Dogg, Shane McMahon, Val Venis e The Rock. Lo show si chiuse con l'ingresso sul ring di Steve Austin con le lattine di birra. Sul titantron, il maxischermo posto sopra all'ingresso del ring, venne proiettata un'immagine di Owen; Austin si rivolse verso l'immagine, schiantò l'una contro l'altra due lattine come era solito fare e bevve brindando "virtualmente" con Owen.
Hart ha ricevuto sepoltura nel cimitero di Queens Park a Calgary, Alberta.

## Vita privata
Ha incontrato Martha Joan Patterson nel 1982 e l'ha sposata il 1º luglio 1989. La coppia ha avuto due figli, Oje Edward Hart nato il 5 marzo 1992 e Atena Christie Hart nata il 23 settembre 1995.

## Personaggio

### Mosse finali
- Come Owen Hart
  - Sharpshooter
  - Bridging Northern Lights Suplex – inizio carriera
  - Missile Dropkick – usata ad inizio carriera
  - Reverse Piledriver - 1997-1999
- Come Blue Blazer
  - Diving Splash
  - Moonsault

### Manager
- Jim Cornette[2]
- Clarence Mason[2]
- Debra[2]
- Mr. Fuji[2]

### Soprannomi
- "The Rocket"
- "The King of Harts"
- "The Black Hart"
- "The Lone Hart"
- "The Two-Time Slammy Award Winner"

### Musiche d'ingresso
- Hallucination di Carlos Alomar (NJPW; 1987-1991)[3]
- High Energy di Jim Johnston (WWF; 1992-1997)
- Enough Is Enough di Jim Johnston (WWF; 1997-1999)

## Titoli e riconoscimenti
- New Japan Pro-Wrestling
  - IWGP Junior Heavyweight Championship (1)[4]
- Pro Wrestling Illustrated
  - 44º tra i 500 migliori wrestler singoli nella PWI 500 (1992)
  - 66º tra i 500 migliori wrestler singoli nella "PWI Years" (2003)
  - Editor's Award (1999)
  - Feud of the Year  contro Bret Hart  (1994)
  - Rookie of the Year (1987)
- Stampede Wrestling
  - Stampede British Commonwealth Mid-Heavyweight Championship (1)[4]
  - Stampede North American Heavyweight Championship (2)[4]
  - Stampede International Tag Team Champion (1) - con Ben Bassarab[4]
  - Stampede Wrestling Hall of Fame (1995)
- United States Wrestling Association
  - USWA Unified World Heavyweight Championship (1)[4]
- World Wrestling Federation
  - WWF European Championship (1)[4]
  - WWF Intercontinental Championship (2)[4]
  - Torneo Golden Age di Italian Wrestling Elite
  - WWF World Tag Team Championship (4)[4] - 2 con Yokozuna, 1 con British Bulldog e 1 con Jeff Jarrett)
  - King of the Ring (edizione 1994)
  - Slammy Award (2)
    - Squared Circle Shocker (1996)
    - Best Bow Tie (1997)